# Cuyahoga Heights
Cuyahoga Heights és una població dels Estats Units a l'estat d'Ohio. Segons el cens del 2000 tenia 599 habitants.

## Demografia
Segons el cens del 2000, Cuyahoga Heights tenia 599 habitants, 261 habitatges, i 159 famílies. La densitat de població era de 72 habitants/km².
Dels 261 habitatges en un 25,7% hi vivien nens de menys de 18 anys, en un 44,1% hi vivien parelles casades, en un 10,7% dones solteres, i en un 38,7% no eren unitats familiars. En el 35,6% dels habitatges hi vivien persones soles el 18% de les quals corresponia a persones de 65 anys o més que vivien soles. El nombre mitjà de persones vivint en cada habitatge era de 2,3 i el nombre mitjà de persones que vivien en cada família era de 2,98.
Per edats la població es repartia de la següent manera: un 21,5% tenia menys de 18 anys, un 6,8% entre 18 i 24, un 24,9% entre 25 i 44, un 23% de 45 a 60 i un 23,7% 65 anys o més.
L'edat mediana era de 42 anys. Per cada 100 dones de 18 o més anys hi havia 89,5 homes.
La renda mediana per habitatge era de 40.625 $ i la renda mediana per família de 54.167 $. Els homes tenien una renda mediana de 45.368 $ mentre que les dones 28.929 $. La renda per capita de la població era de 21.446 $. Aproximadament el 2,4% de les famílies i el 5,7% de la població estaven per davall del llindar de pobresa.

## Poblacions més properes
El següent diagrama mostra les poblacions més properes.